# 도카이 여객철도
도카이 여객철도 주식회사, 또는 동해여객철도주식회사(일본어: 東海旅客鉄道株式会社 도카이료카쿠테쓰도카부시키가이샤[*])는 1987년 4월 1일에 일본국유철도로부터 철도 사업을 계승한 JR 그룹의 여객 철도 회사의 하나이다. 단 정식 영문명칭은 Central Japan Rail Company이라는 명칭을 사용하고 있다.
일본어 약칭은 JR 도카이(일본어: JR東海)이며, 영어 약칭은 JR 센트럴(JR Central)이다. 대한민국에서는 JR동해로 통칭한다. 고유색은 'JR 오렌지색'으로 통용되고 있다. 나고야를 중심으로 한 주부 지방의 노선 및 일본 철도의 대동맥인 도카이도 신칸센(일본어: 東海道新幹線)에서 여객 수송과 관련 사업을 하고 있다.
사명의 '鉄' 자는 양쪽으로 나눌 경우의 '돈을 잃는다'(金を失う) 라는 의미를 피하기 위해, 로고에서는 '鉃'라는 글자를 대신 사용하고 있다. 하지만, 정식 상호에는 鉄로 되어 있다. (이는 시코쿠 여객철도 이외의 다른 계열사들도 마찬가지이다.)

## 현황
영업 지역은 도카이도 신칸센 및 가나가와·시즈오카·야마나시·나가노·아이치·기후·도야마·시가·미에·와카야마의 10 현 12 선구에 걸쳐있는 도카이 지방(주쿄 광역권)의 재래선이며, 보유 선로 수는 시코쿠 여객철도에 이어 두 번째로 짧다. 철도 부문의 수익 중 상당수가 약 85%를 도카이도 신칸센이 차지하고 있으며, 재래선의 운수 수입은 도카이도 신칸센의 10%에도 못 미치는 상황이다. 주요 수익의 중심지인 나고야 근교 지역(아이치·기후·미에)는 일본에서도 자가용 보급률이 압도적으로 높은 지역이기 때문에 도쿄권이나 게이한신 같은 타 대도시권에 비해서 철도 이용이 저조한 편이며, 또한 보유하고 있는 재래선들은 병행 사철(나고야 철도·긴키 닛폰 철도)과 경쟁 중인 관계로 수익성이 매우 저조한 편이다.

## 본사·지사

### 본사
- 본사

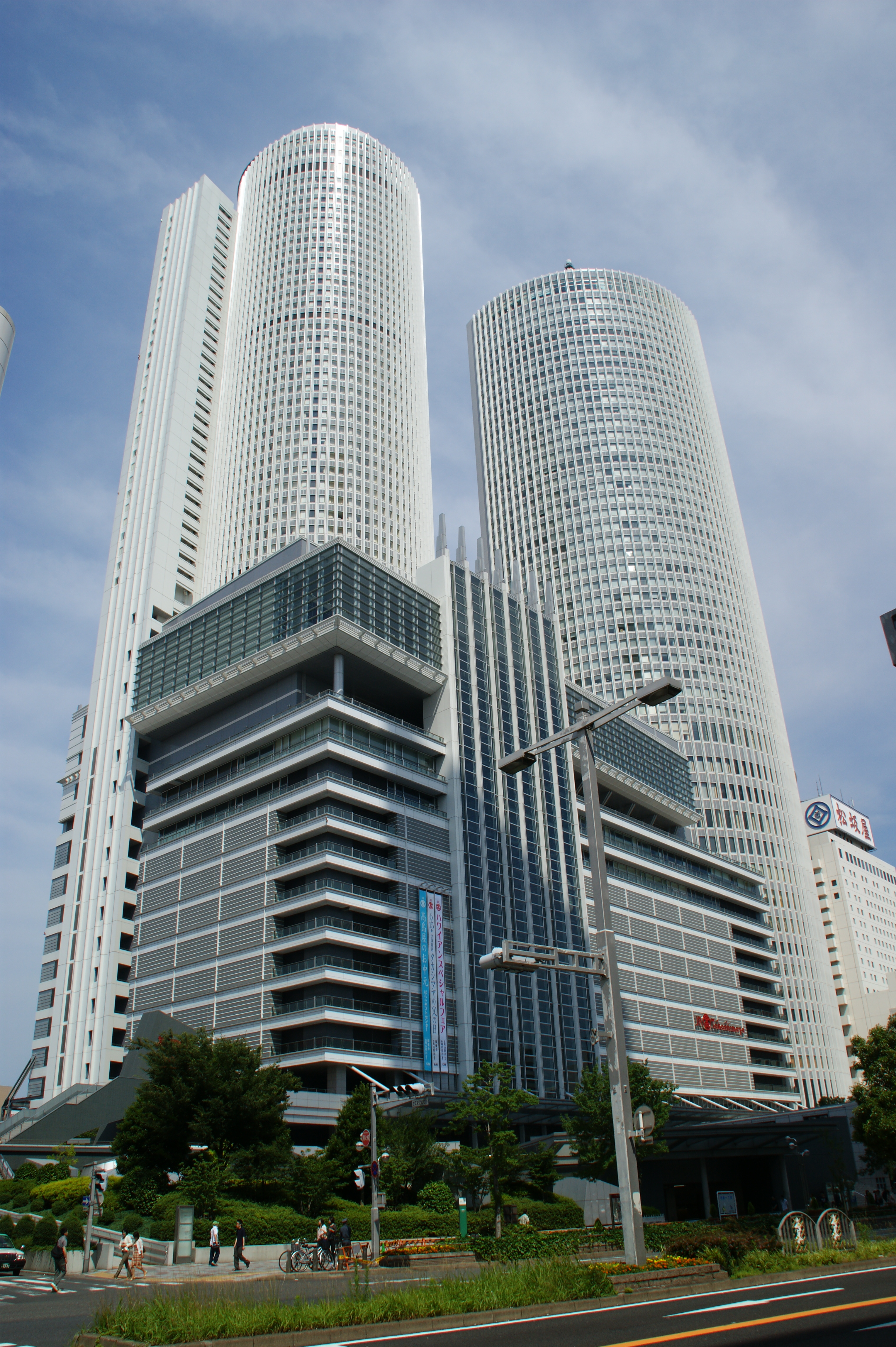
JR 도카이 본사 (나고야 시)

  - 소재지: 아이치현 나고야시 나카무라구 메이에키 1초메 1번 4호 (JR 센트럴 타워즈)
- 본사 (도쿄)
  - 소재지: 도쿄도 미나토구 코난 2가 1번 85호 (JR 도카이 시나가와 빌딩 A동)

### 지사
- 도카이 철도 사업 본부
  - 소재지: 아이치현 나고야시 나카무라구 메이에키 1가 3번 4호(JR 도카이 다이코 빌딩)
- 신칸센 철도 사업 본부
  - 소재지: 도쿄도 지요다구 마루노우치 1가 9번 1호(마루노우치 중앙 빌딩)
- 시즈오카 지사
  - 소재지: 시즈오카현 시즈오카시 아오이구 쿠로가네쵸 4번지
- 미에 지점
  - 소재지: 미에현 쓰시 하도코로쵸 (아스토쓰 12F)
- 이다 지점
  - 소재지: 나가노현 이다시 카미이다 5356번지
- 간사이 지사
  - 소재지: 오사카부 오사카시 요도가와구 미야하라 1초메 1번 1호 (신오사카 한큐 빌딩 10F)
- 일본 국외 사무소
  - 소재지:  미국 워싱턴 D.C.,  영국 런던,  오스트레일리아 시드니

## 역사
- 1987년 4월 1일 - 일본국유철도가 분할 민영화되어 도카이 여객철도 주식회사(이하 JR 도카이) 발족.
- 1988년 4월 1일 - 버스 사업을 분리하고 JR 도카이 버스로 이관.
- 1989년 6월 1일 - JR 도카이 익스프레스 카드 서비스 개시.
- 1991년 10월 1일 - 도카이도 신칸센의 시설을 신칸센 철도 보유기구(현: 일본 철도건설·운수시설정비지원기구)에서 매입.
- 1992년 3월 14일 - 도카이도 신칸센에서 노조미호 열차 운행 개시.
- 1996년 7월 1일 - 자기 부상 열차 야마나시 리니어 실험 선 발족.
- 1997년 10월 8일 - 도쿄 증권거래소·오사카 증권거래소(2013년 도쿄 증권거래소에 통합)·나고야 증권거래소·교토 증권거래소 (2001년에 오사카 증권거래소에 통합)에 상장.
- 1999년
  - 9월 18일 - 신칸센 0계 전동차가 35년 간의 역사를 마치고 도카이도 신칸센 구간에서 영업 종료.
  - 12월 20일 - 나고야역의 JR 센트럴 타워스 개업.
- 2003년 10월 1일 - 도카이도 신칸센의 시나가와역 개업. 도카이도 신칸센의 영업 운전 최고 속도를 270 km/h로 통일.
- 2005년 3월 25일 - 아이치 박람회에서 "JR도카이 초전도 리니어관" 출전(동년 9월 25일까지).
- 2006년
  - 4월 5일 - 독립 행정법인 일본 철도건설·운수시설정비지원기구가 보유하고 있던 주식 을 모두 매각하고 완전 민영화.
  - 11월 25일 - 나고야 지역 재래선에 대하여 IC 카드 승차권 TOICA을 도입.
- 2007년 7월 1일 - 도카이도 신칸센에서 N700계의 영업 운전을 개시.
- 2009년
  - 7월 1일 - 오와리이치노미야역에서 JR 도카이 최초의 여성 역장 취임.
  - 11월 1일 - 사쿠마 레일 파크 폐장.
- 2010년 3월 13일 - TOICA의 전자 화폐 서비스 시작. 동시에 Suica, ICOCA, TOICA의 전자 화폐 상호 이용 개시.
- 2011년
  - 3월 5일 - JR 규슈의 IC 카드 SUGOCA와 TOICA의 승차권·전자 화폐 상호 이용 개시.
  - 3월 14일 - 나고야시 미나토구에서 리니어·철도관 개관.
- 2012년
  - 3월 16일 - 신칸센 300계 전동차가 20년 간의 역사를 마치고 도카이도·산요 신칸센 구간에서 영업 종료.
  - 4월 21일 - TOICA과 manaca의 상호 이용 시작.
- 2014년
  - 10월 1일 - 도카이도 신칸센 개업 50주년을 맞아 도쿄역·시즈오카역·나고야역·신오사카역에서 기념 발대식을 개최.
  - 12월 16일 - 주오 신칸센 착공

## 노선

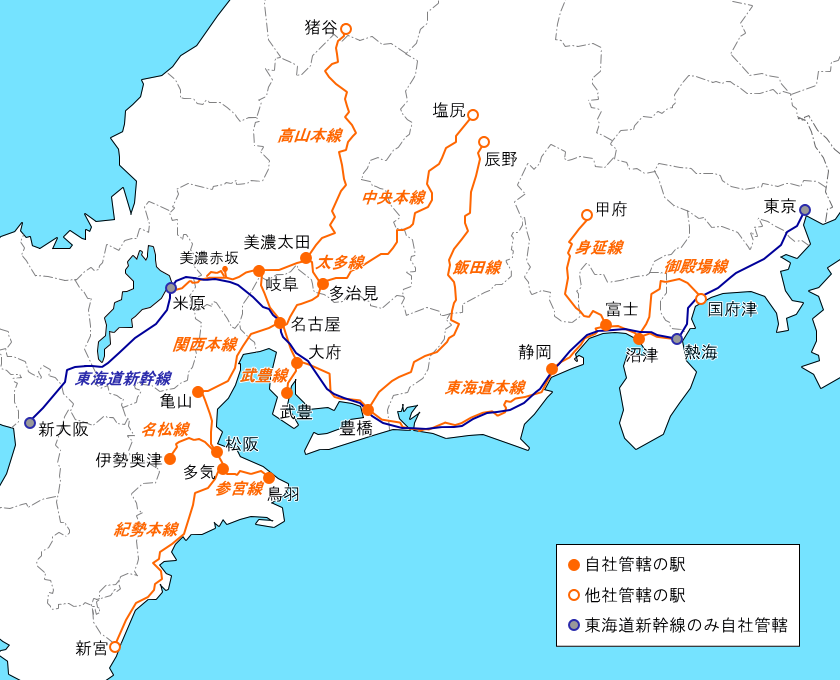
현재 보유 노선

### 신칸센
- 도카이도 신칸센
- 주오 신칸센(건설 중)

### 특급열차
- 시나노
- 히다
- 난키
- 후지카와

### 일반 노선
- 간사이 본선
- 고텐바 선
- 기세이 본선
- 다이타선
- 다카야마 본선
- 다케토요 선
- 도카이도 본선
- 메이쇼선
- 미노부 선
- 산구선
- 이이다선
- 주오 본선

## 차량
- 키하 11계
- 키하 25계 (기세이 본선용)
- 키하 75계
- 키하 85계
- 키야 95계(검측 차량)
- HC 85계
- 311계
- 313계
- 315계 주오 본선은 8량 모든 노선은 4량.
- 373계
- 383계
- 신칸센 N700계 전동차
- 신칸센 N700S계 전동차

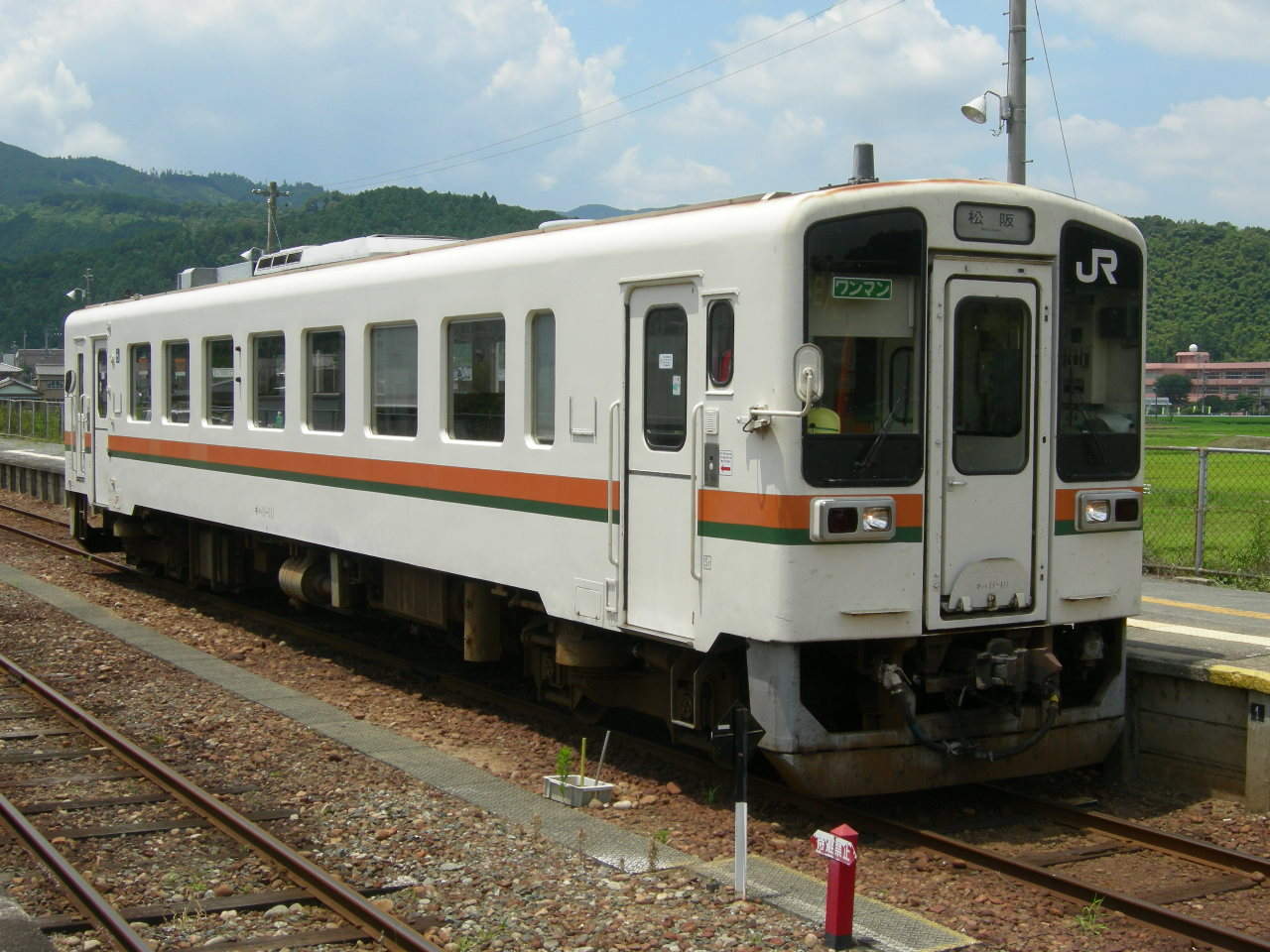
키하 11계
키하 75계
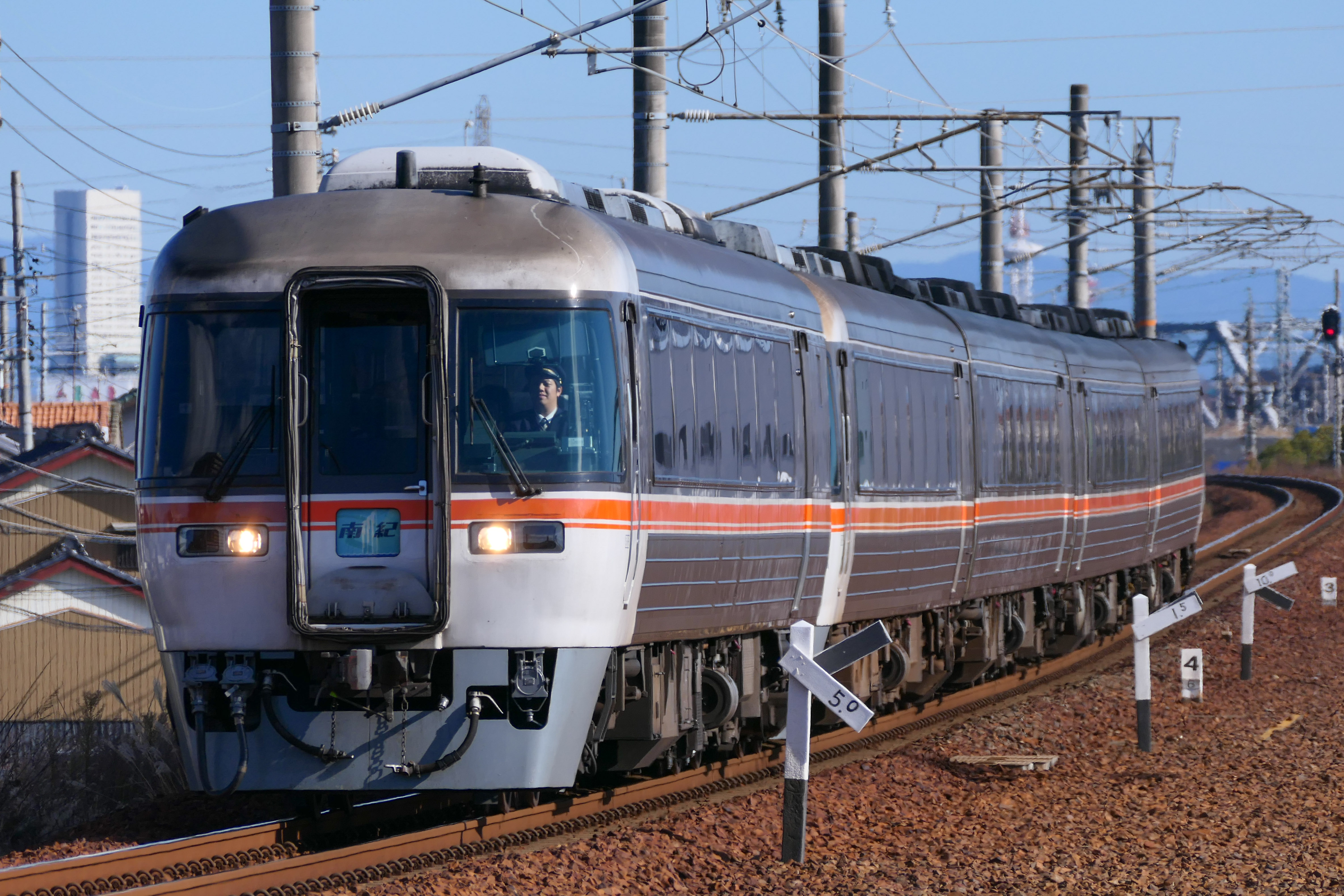
키하 85계
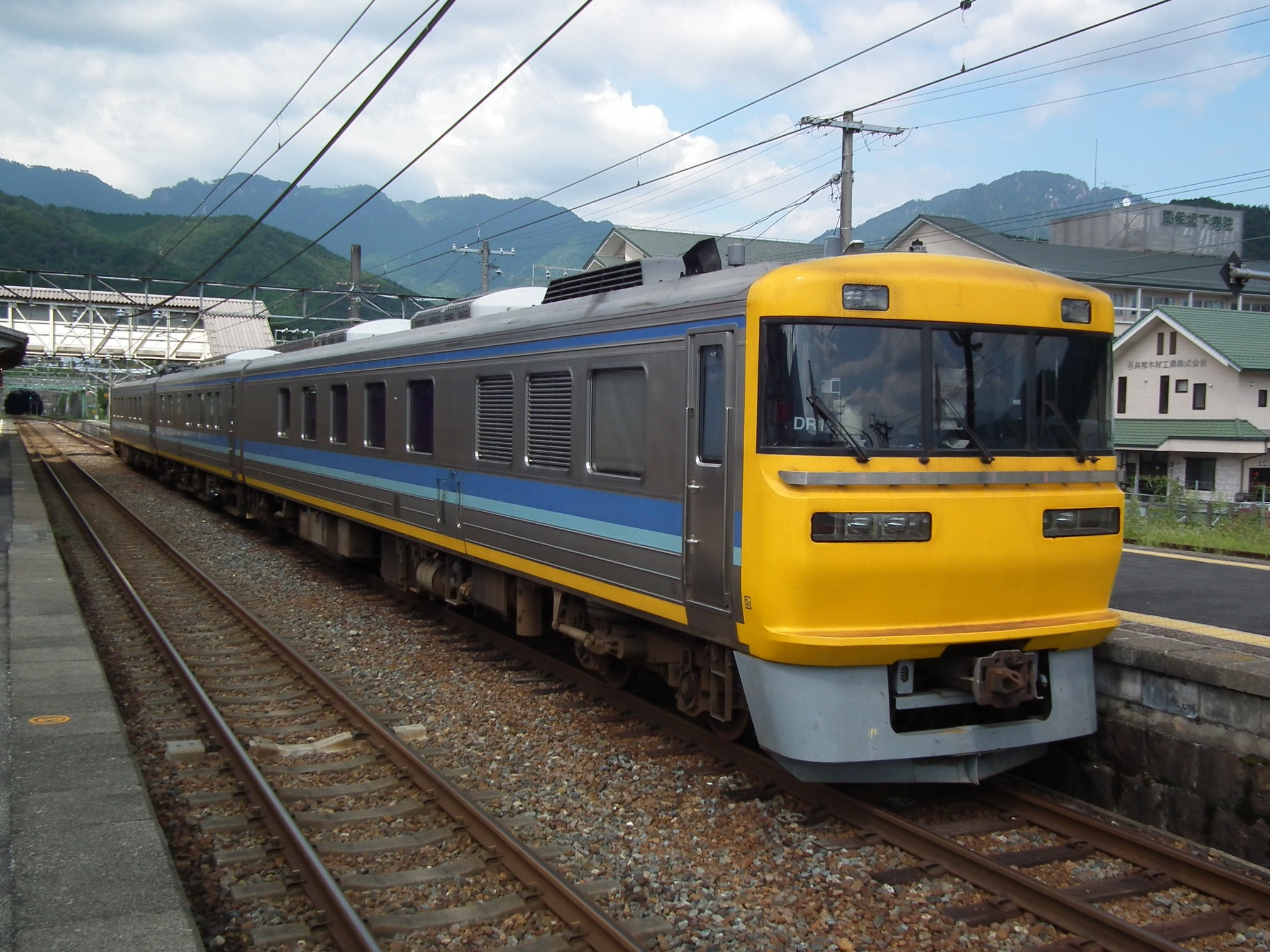
키야 95계
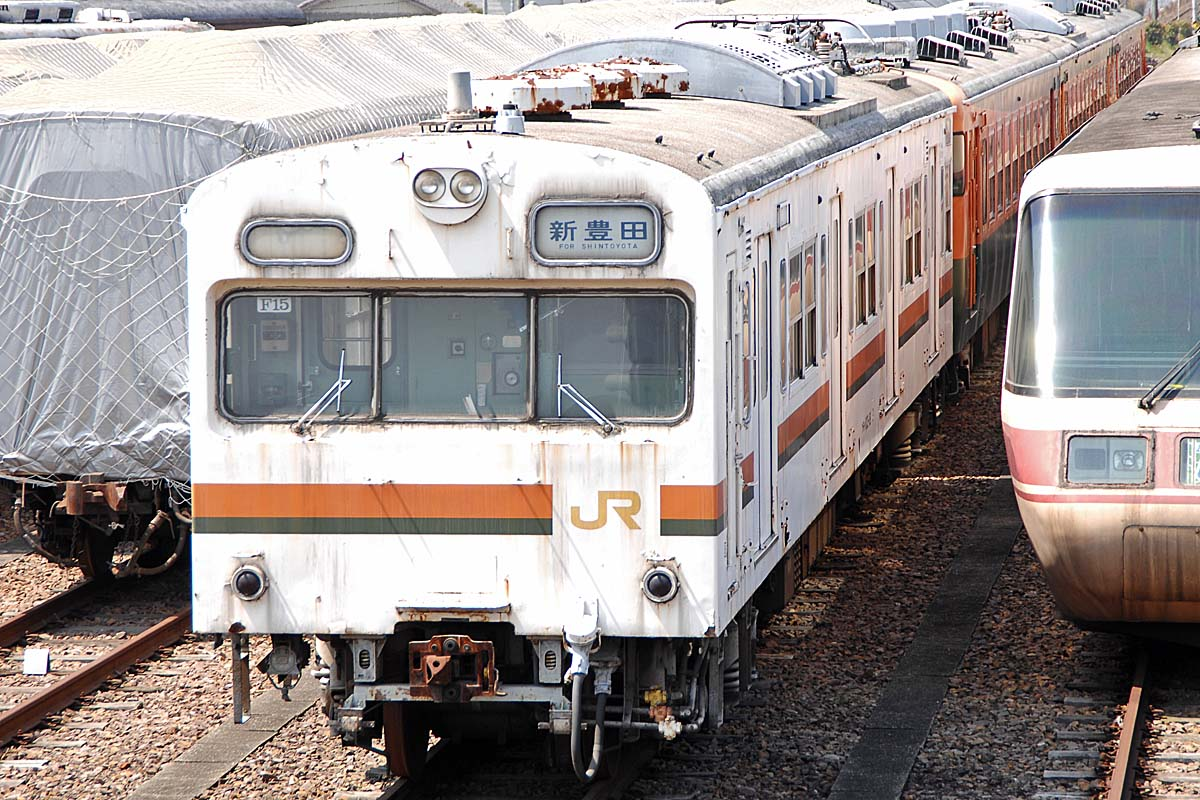
103계(폐차)
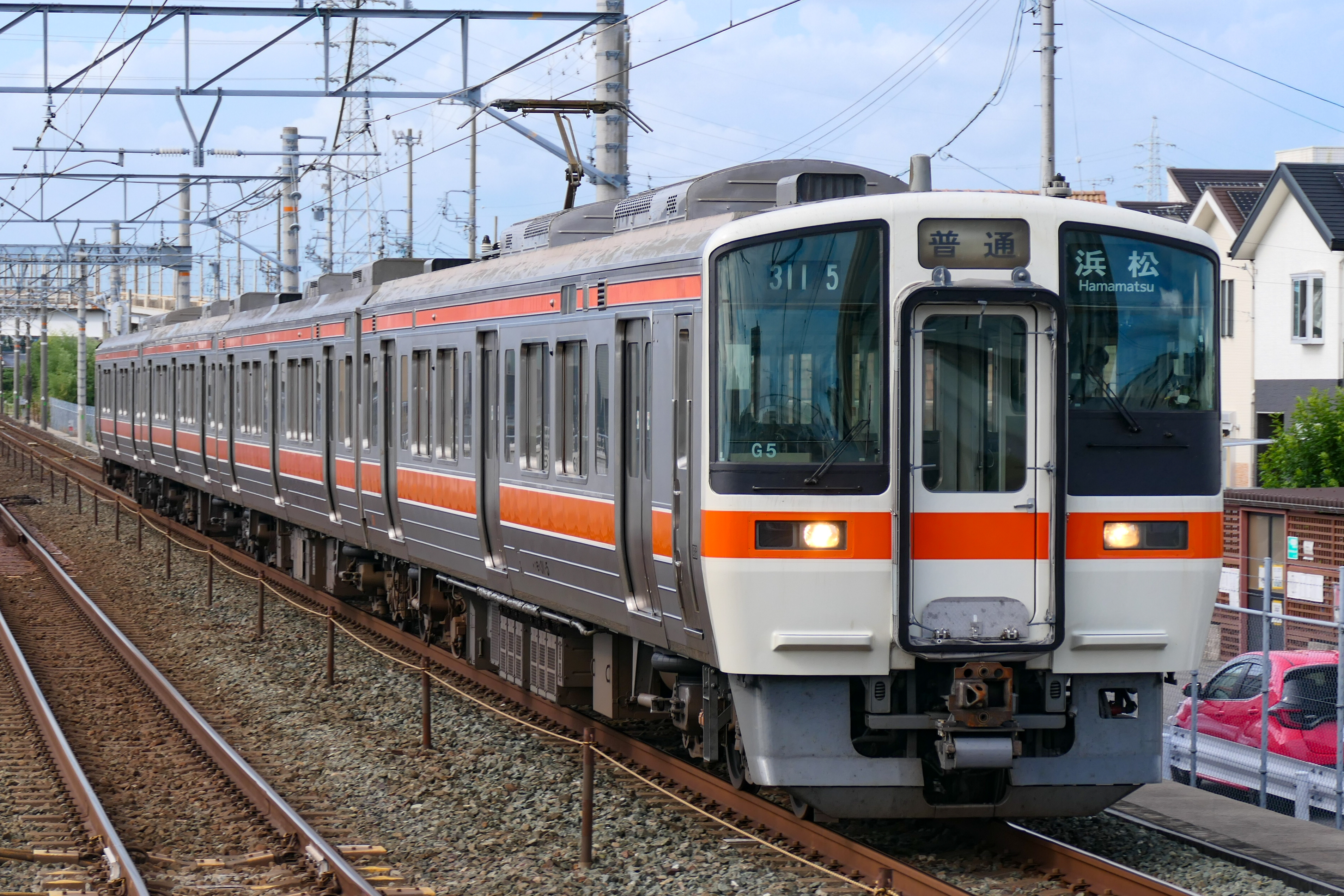
311계
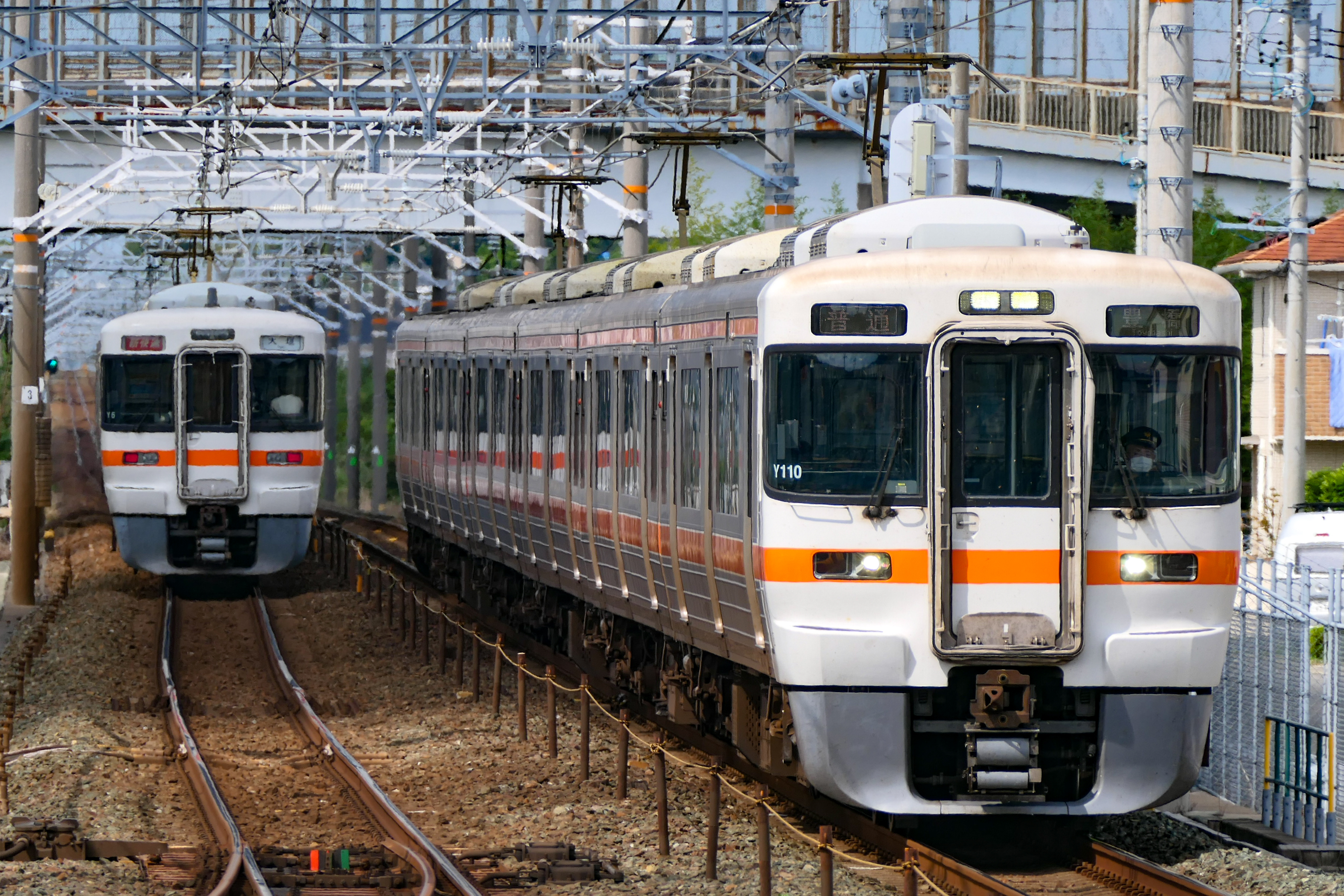
313계
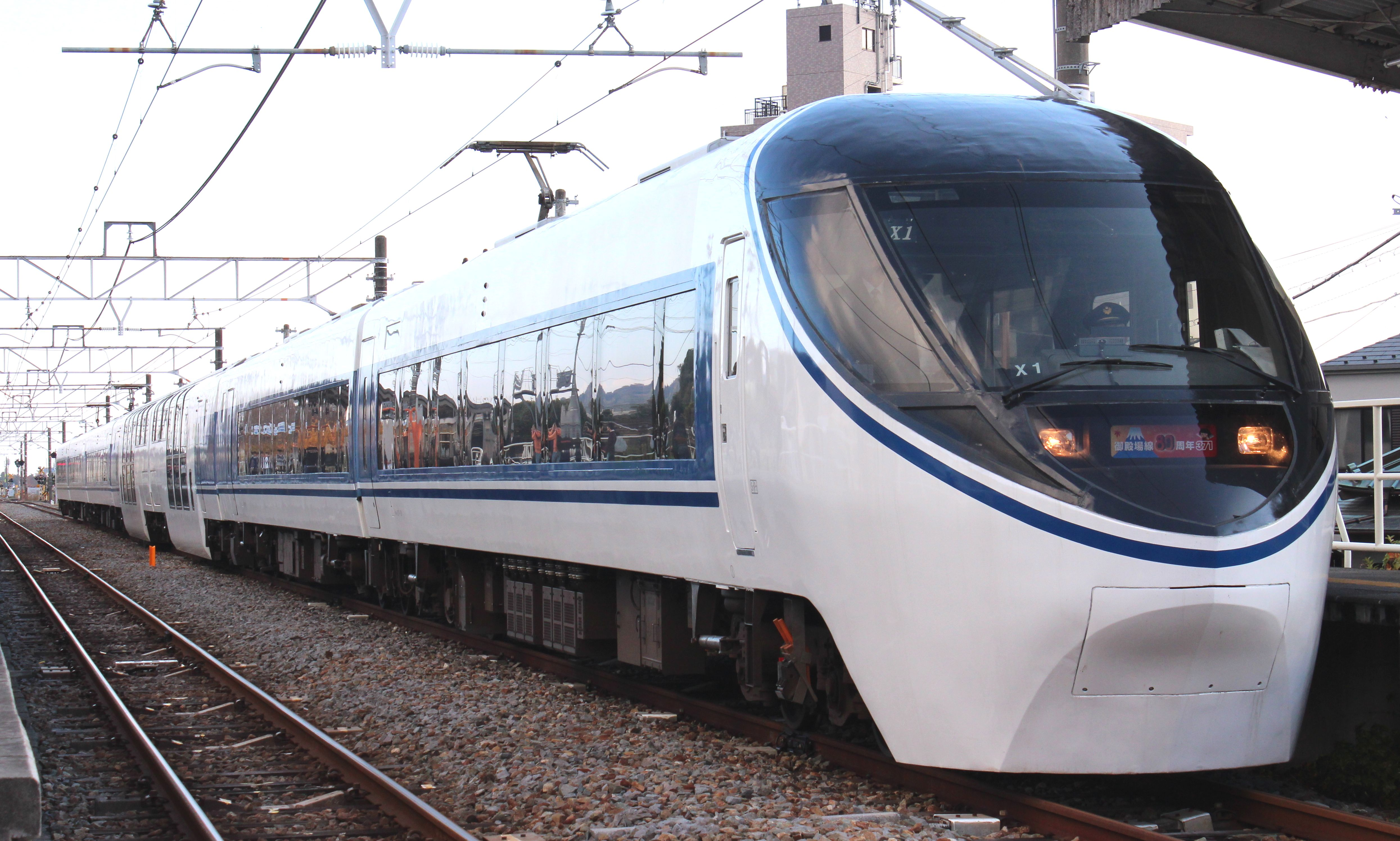
371계 폐차및 후지급행선 양도 되었다.
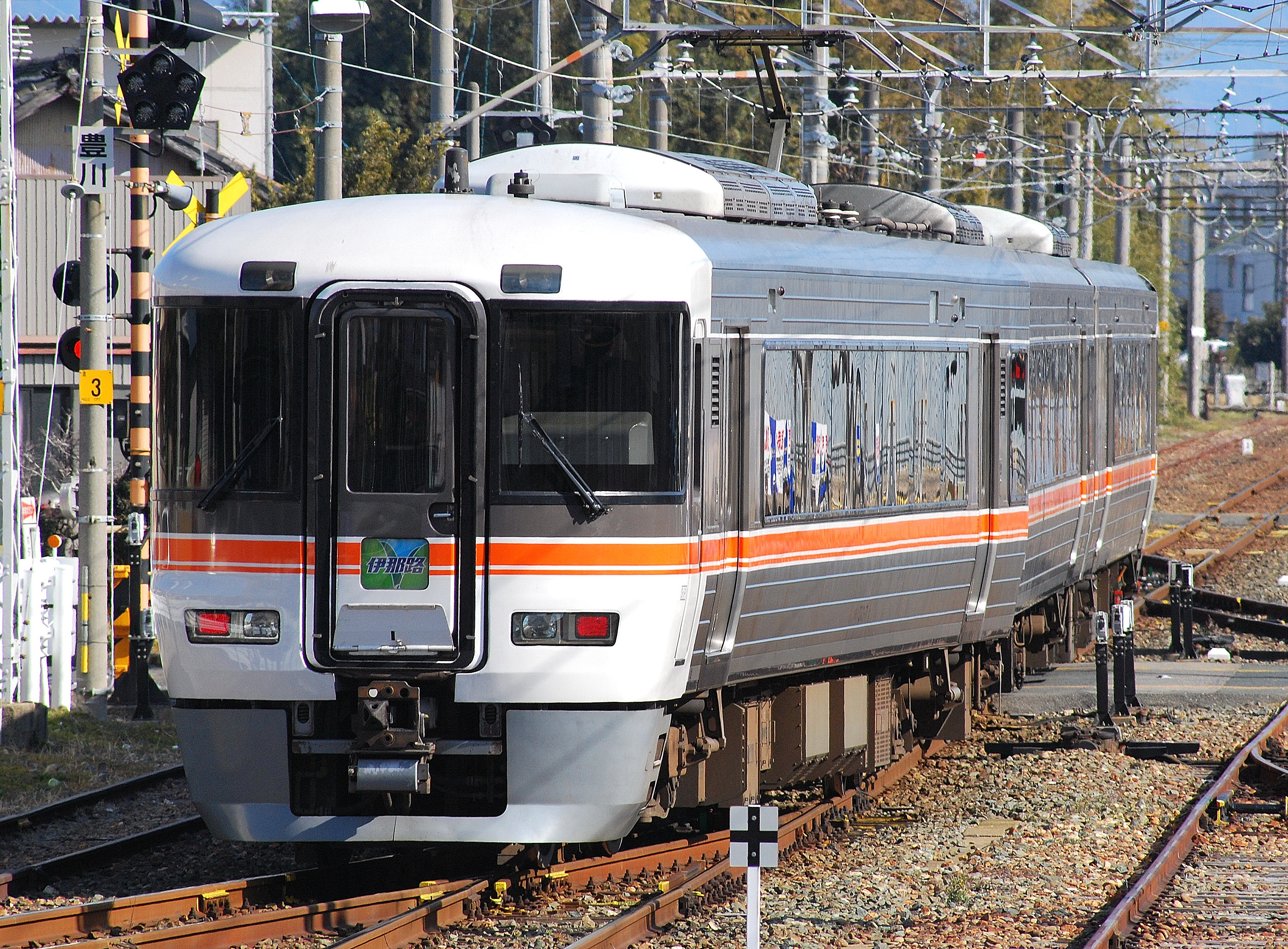
373계
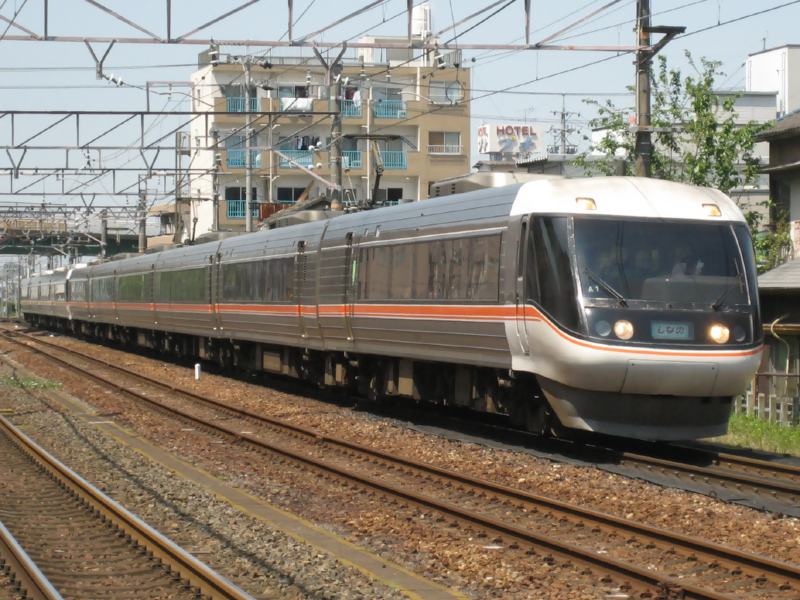
383계